# DNTP
Un dNTP est un désoxyribonucléoside triphosphate quelconque. On désigne généralement ainsi un mélange de désoxyadénosine triphosphate dATP, de désoxycytidine triphosphate dCTP, de désoxyguanosine triphosphate dGTP et de thymidine triphosphate TTP, qui sont les monomères précurseurs de l'ADN et qui peuvent ainsi être utilisés pour l'amplification de l'ADN par PCR : il se forme des brins d'ADN complémentaire avec libération de pyrophosphate.
Les désoxyribonucléosides triphosphates sont constitués d'une base nucléique — adénine A, cytosine C, guanine G ou thymine T — liée à un résidu de 2-désoxyribose lui-même lié à un groupe triphosphate, l'ensemble formant un nucléotide. Des analogues de nucléotides, par exemple à base de fluorouracile, de cytarabine, de mercaptopurine ou de zidovudine (AZT) sont susceptibles de se subtituer à un dNTP biologique lors de la réplication de l'ADN et ainsi la bloquer.
La ribonucléotide réductase (RNR) est l'enzyme qui catalyse la conversion des nucléosides diphosphates (NDP) en désoxyribonucléosides diphosphates (dNDP), qui peuvent redonner des dNTP. Ces derniers étant utilisés dans la réplication de l'ADN, l'activité de cette enzyme est étroitement régulée. La ribonucléotide réductase ne peut traiter que les nucléosides diphosphates, ce qui implique que les ribonucléosides triphosphates soient préalablement déphosphorylés en dNDP pour pouvoir être réduits, puis les dNDP sont généralement rephosphorylés par la suite.
La rébonucléotide réductase présente deux sous-unités et trois sites : le site catalytique, le site d'activité et le site de spécificité. Le site catalytique est l'endroit où la conversion du NDP en dNDP se déroule, le site d'activité détermine si l'enzyme est active ou non, le site de spécificité détermine quelle réaction prend place dans le site catalytique.
Le site d'activité peut se lier à l'ATP ou à la dATP. L'enzyme est active lorsqu'elle est liée à l'ATP. Lorsque l'ATP ou la dATP se lie au site de spécificité, l'enzyme catalyse la conversion du CDP et de l'UDP en dCDP et dUDP. Ces deux composés peuvent ensuite donner du TTP. Ce dernier, lorsqu'il se lie au site de spécificité, oriente l'enzyme vers la conversion du GDP en dGDP. Ce dernier, lorsqu'il se lie au site de spécificité, oriente l'enzyme vers la conversion de l'ADP en dADP. Le dADP est ensuite phosphorylé pour donner du dATP, qui peut alors se lier au site d'activité de l'enzyme et l'inactiver.